# Teferi Benti
Teferi Benti (ur. 1921, zm. 3 lutego 1977) – etiopski generał, dowódca dywizji, od listopada 1974 do lutego 1977 przewodniczący Tymczasowego Wojskowego Komitetu Administracyjnego (Dergu), szef państwa i rządu Etiopii. Został zastrzelony przez przedstawicieli radykalnej frakcji Dergu.